# Діброва (заповідне урочище, Бобровицький район)
Дібро́ва — заповідне урочище в Україні. Розташоване в межах Новобасанської сільської громади Ніжинського району Чернігівської області, на південь від села Стара Басань. 
Площа - 48 га. Статус присвоєно згідно з рішенням Чернігівського облвиконкому від 27.04.1964 року № 236; від 10.06.1972 року № 303; від 28.08.1989 року № 164. Перебуває у віданні ДП «Ніжинське лісове господарство» (Новоселицьке лісництво, кв. 5). 
Статус присвоєно для збереження частини лісового масиву віком близько 100 років з високопродуктивними насадженнями сосни звичайної. У домішку — дуб.
В трав'яному покриві зростають костриця червона, костриця овеча, конвалія звичайна, сон широколистий, а також типові види зелених мохів.